# 里塞費納山脈

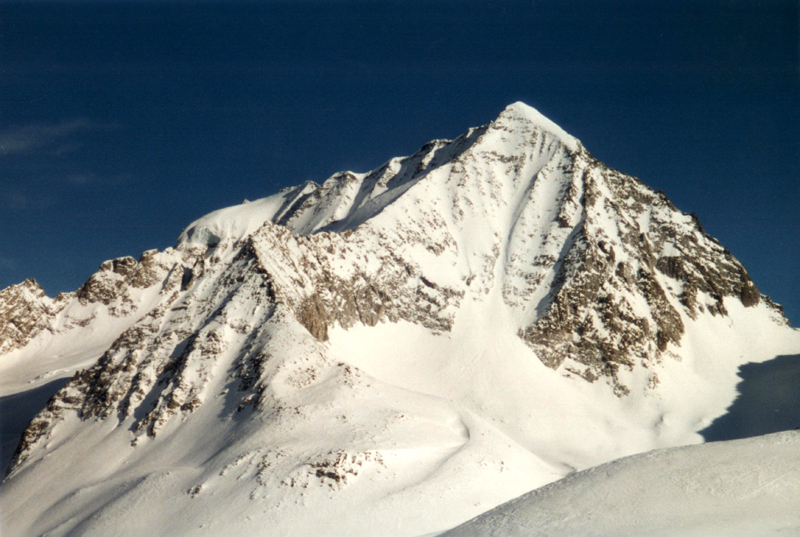

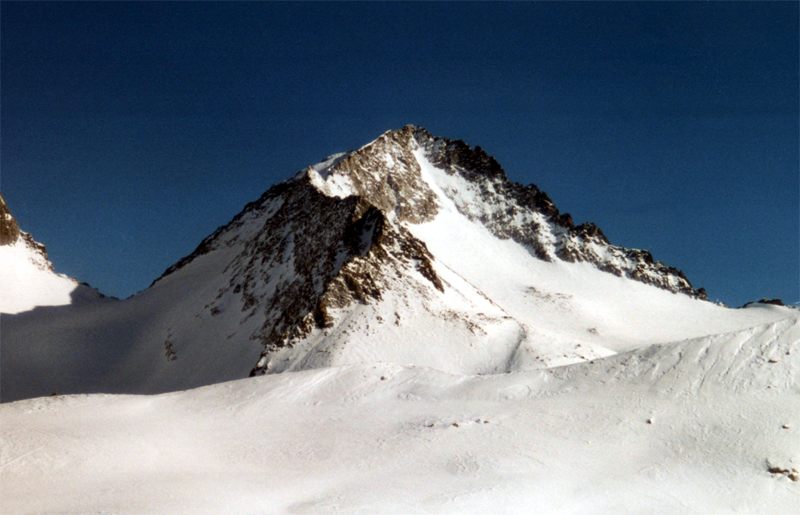

里塞費納山脈 (英语：Rieserferner Group）是歐洲的山脈，屬於中阿爾卑斯山脈的一部分，橫跨意大利波爾扎諾自治省和奧地利蒂羅爾州，最高點海拔高度3,436米。